# Castello di Chenal
Das Castello di Chenal, auch Tour Chenal genannt, ist die Ruine einer Höhenburg im Ortsteil Chenal, einige Kilometer entfernt vom Hauptort der italienischen Gemeinde Montjovet im Aostatal.

## Geschichte
Die Burg Chenal erhebt sich im Inneren der archäologischen Fundstätte Chenal, in der zahlreiche prähistorische Petroglyphen, Cup-and-Ring-Steine und Kreuze, vermutlich aus dem Mittelalter, erhalten sind.

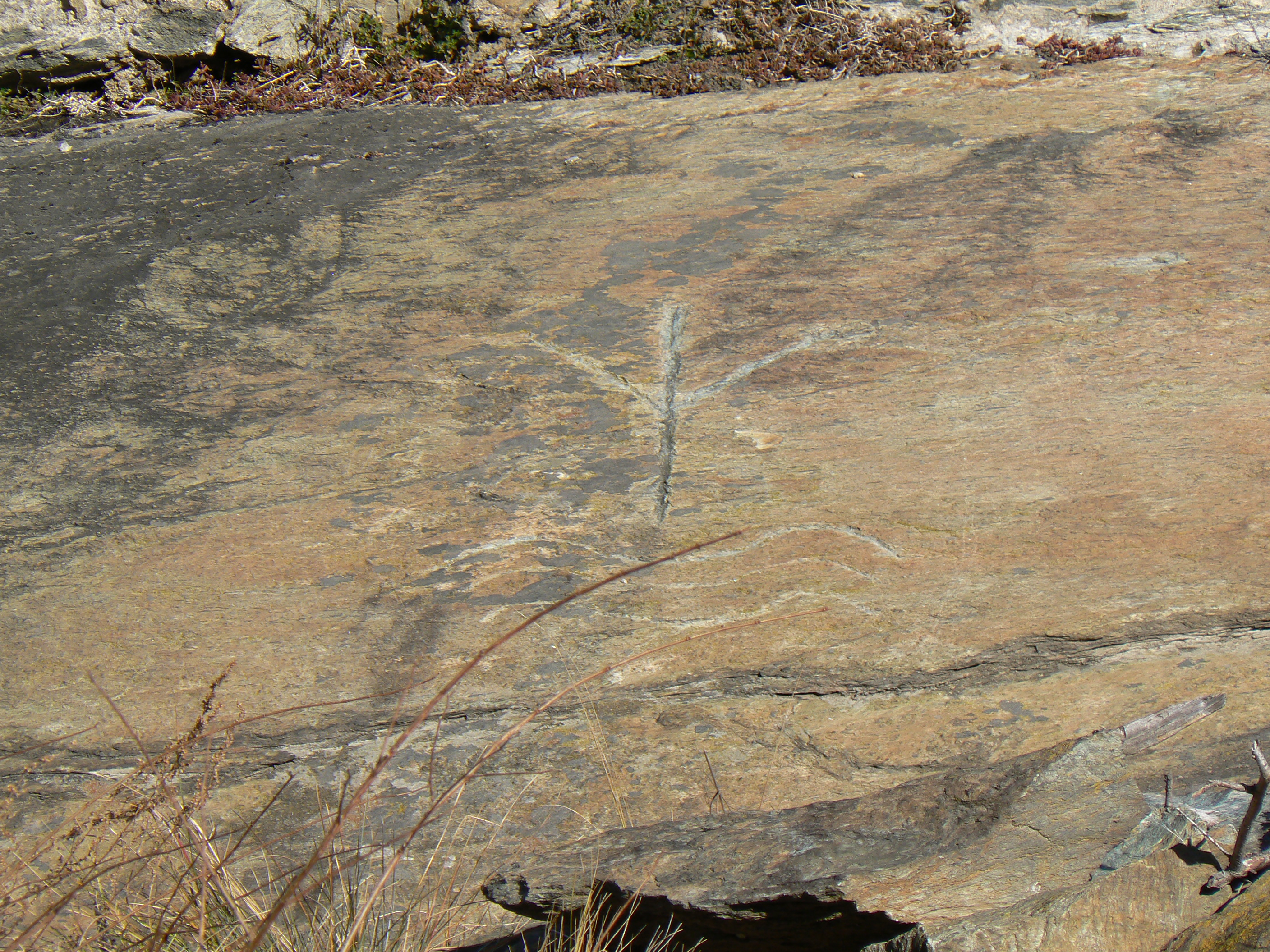
Petroglyphen innerhalb der Umfassungsmauer der Burg

Die Burg ließ um die Mitte des 13. Jahrhunderts die Familie der Herren von Chenal errichten; dann gelangte sie als Mitgift an Alexia, die einzige Tochter des letzten Herrn von Chenal, die sie an ihren Gatten, Yblet I. von Challant, Mitglied der Adelsfamilie Challant weiterreichte. Die strategisch günstig mit Blick auf ein vertikales Abwehrsystem und auf einem Serpentinitfelsen errichtete Burg ist mit der benachbarte Burg Saint-Germain in Sichtkontakt; sie war deren Vorburg und während des gesamten Mittelalters ein militärischer Kontrollpunkt.
1438 verkaufte der Graf François de Challant die Burg an Amadeus VII. von Savoyen.
Heute ist die Burg nach Jahrhunderten der Vernachlässigung eine Ruine.

## Beschreibung

Grundriss der Burg (Carlo Nigra)

Die Burg wurde aus Stein erbaut, teilweise aus Serpentinit, einem Gestein, das vor Ort abgebaut wird, aber wegen seiner geringen Widerstandsfähigkeit und seiner starken Neigung zum Abplatzen und Brechen unter Last wenig für den Bau geeignet ist, teilweise aus dem Granit des Mont Blanc, einem optimalen Konstruktionsmaterial, das in unregelmäßigen Felsbrocken vom Gletscher des Doire Baltée antransportiert wurde und insbesondere für die tragenden Strukturen, wie die Ecken und die Eingangsbögen in natürlicher Form oder kaum behauen verwendet wurde.
Der vom Gebäude übrig gebliebene Teil hat im Wesentlichen einen rechteckigen Grundriss, wobei die Außenmauern beschädigt sind. Der wichtigste Teil des Komplexes besteht aus den Resten eines Turms mit quadratischem Grundriss und einer Seitenlänge von 6 Metern, der als Wachturm über der Talschaft, in der sich die Hauptverbindungsstraße der Region befand, diente.
Innerhalb der Mauern sind auch noch die Reste einiger Nebengebäude erhalten.